# روبرت فون
روبرت فون (بالإنجليزية: Robert Vaughn)‏ (مواليد 22 نوفمبر 1932 في نيويورك - 11 نوفمبر 2016)، هو ممثل أمريكي بدأ مسيرته الفنية عام 1955. كما أنه من الفائزين بجائزة إيمي. اشتهر في الستينات بتمثيله أدوار في المسلسلات. شارك بأكثر من 200 فيلم ومسلسل خلال مسيرته الفنية التي استمرت 60 سنة. وهو آخر ممثل كان لا يزال على قيد الحياة من الذين مثلوا في فيلم السبعة الرائعون. مثل في عدة مسلسلات بوليسية واشتهر بشكل كبير بدور نابليون سولو في مسلسل «ذي مان فروم أنكل».

## وصلات خارجية
- الموقع الرسمي
- روبرت فون على موقع IMDb (الإنجليزية)
- روبرت فون على موقع ألو سيني (الفرنسية)
- روبرت فون على موقع تيرنر كلاسيك موفيز (الإنجليزية)
- روبرت فون على موقع تيرنر كلاسيك موفيز (الإنجليزية)
- روبرت فون على موقع أول موفي (الإنجليزية)
- روبرت فون على موقع قاعدة بيانات برودواي على الإنترنت (الإنجليزية)
- روبرت فون على موقع قاعدة بيانات الأفلام السويدية (السويدية)
- روبرت فون على موقع إن إن دي بي (الإنجليزية)
- روبرت فون على موقع قاعدة بيانات الفيلم (الإنجليزية)
- روبرت فون على موقع كينوبويسك (الروسية)
- روبرت فون على موقع كينوبويسك (الروسية)